# I'll be back

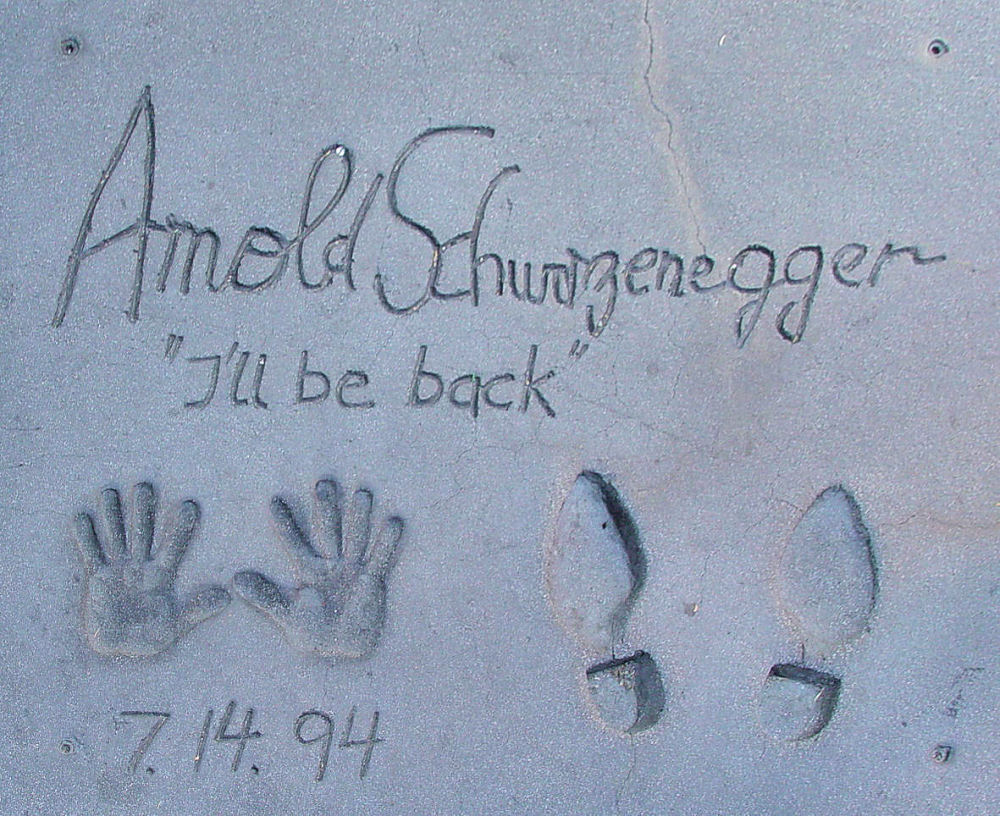

I'll be back은 아널드 슈워제네거가 나오는 영화에서 맡은 인물이 하는 대사이다. 2005년 7월 21일, 미국 영화 협회의 영화 인용구 랭킹에서 37위를 하였다. 제일 처음 사용한 영화는 1984년 영화 《터미네이터》였으며, 처음 대본은 "I'll come back" 이었다.